# Pseudogobius
Pseudogobius là một chi của họ cá Oxudercidae.

## Các loài
Chi này hiện hành có các loài sau đây được ghi nhận:
- Pseudogobius avicennia Herre, 1940
- Pseudogobius fulvicaudus S. P. Huang, K. T. Shao & I. S. Chen, 2014 [2]
- Pseudogobius isognathus Bleeker, 1878
- Pseudogobius javanicus Bleeker, 1856
- Pseudogobius masago Tomiyama, 1936
- Pseudogobius melanostictus F. Day, 1876
- Pseudogobius olorum Sauvage, 1880 [3]
- Pseudogobius poicilosoma Bleeker, 1849[4]
- Pseudogobius taijiangensis I. S. Chen S. P. Huang & K. Y. Huang, 2014 [5]